# IC 3194
IC 3194 је елиптична галаксија у сазвјежђу Береникина коса која се налази на листи објеката дубоког неба у Индекс каталогу.
Деклинација објекта је + 25° 8' 1" а ректасцензија 12h 21m 9,1s. Привидна величина (магнитуда) објекта IC 3194 износи 15,0 а фотографска магнитуда 16,0.